# Leucania compta
Leucania compta är en fjärilsart som beskrevs av Moore 1881. Leucania compta ingår i släktet Leucania och familjen nattflyn. Inga underarter finns listade i Catalogue of Life.